# Matsui Sumako

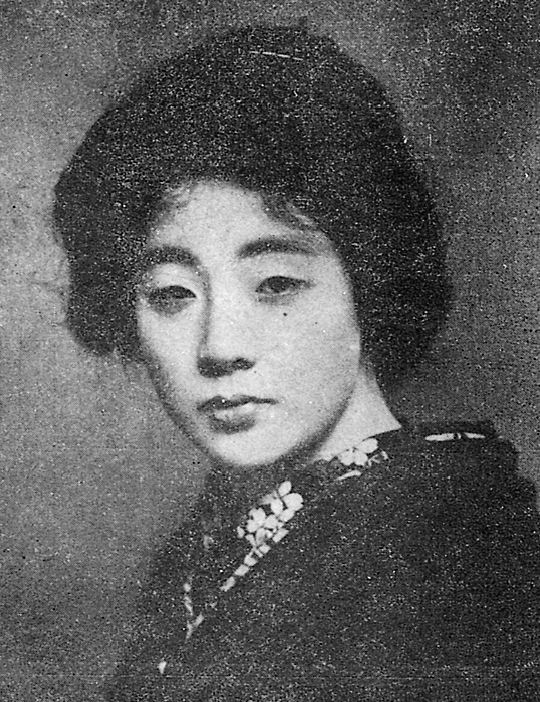
Porträt von Sumako Matsui, vor 1919

Matsui Sumako (japanisch 松井 須磨子, eigentl. Kobayashi Masako (小林正子); * 1. November? 1886 in Kiyono, Hanishina-gun (heute: Matsushiromachi-Kiyono, Nagano), Präfektur Nagano; † 5. Januar 1919) war eine japanische Schauspielerin in der Anfangszeit des Shingeki (Neues Theater) und Sängerin.

## Leben
Matsui Sumako, die jüngste Tochter einer Samuraifamilie, kam nach einer kurzen ersten Ehe 1902 nach Tokio, um im Geschäft einer ihrer Schwestern zu arbeiten. Dort heiratete sie einen Lehrer namens Maezawa Seisuke (gest. 1923).
1909 fand sie Anschluss an die Theatergruppe Bungei Kyōkai (Gesellschaft für Schaukünste), die von Tsubouchi Shōyō und Shimamura Hōgetsu (1871–1918) geleitet wurde. 1911 spielte sie in der Gruppe u. a. die Ophelia und William Shakespeares Hamlet und die Titelrollen in Henrik Ibsens Nora oder Ein Puppenheim und Hermann Sudermanns Heimat. Wegen einer Affäre mit Hōgetsu musste sie 1913 die Truppe verlassen und gründete mit diesem die Gesellschaft Geijutsuza, die große Erfolge mit Stücken wie Die Auferstehung (nach dem Roman von Leo Tolstoi) und Oscar Wildes Salome hatte. Das von ihr in Die Auferstehung gesungene Lied Katyusha no Uta (カチューシャの歌, Kachūsha no Uta), komponiert von Nakayama Shimpei, wurde 1914 zu einem landesweiten Hit und gilt als eines der ersten Stücke der japanischen Popmusik, die später Ryūkōka genannt werden sollte.
Nachdem Hōgetsu im November 1918 plötzlich an der Spanischen Grippe gestorben war, beging Matsui zwei Monate später Selbstmord durch Erhängen.
Ihr Leben wurde 1947 von Mizoguchi Kenji unter dem Titel Die Liebe der Schauspielerin Sumako (女優須磨子の恋, Joyū Sumako no Koi) verfilmt und 1982 auch in Deutschland gezeigt; sie wurde von Tanaka Kinuyo gespielt.

## Anmerkung
1. ↑  Ihr genaues Geburtsdatum ist unklar. Brian Powell gibt Dezember 1886 an, das 朝日日本歴史人物事典 den 20. Juli.